# Daisies
 (janvier 2021).
Si vous disposez d'ouvrages ou d'articles de référence ou si vous connaissez des sites web de qualité traitant du thème abordé ici, merci de compléter l'article en donnant les références utiles à sa vérifiabilité et en les liant à la section « Notes et références ».
Singles de Katy Perry
Never Worn White
(2020) Smile
(2020)
Daisies est une chanson de la chanteuse américaine Katy Perry. C'est le premier single de son sixième album studio, Smile (2020). 

## Production
Le morceau a été coécrit par Katy Perry, avec Jon Bellion, Jacob Kasher Hindlin, Michael Pollack et les producteurs Jordan K. Johnson et Stefan Johnson de The Monsters & Strangerz. 

## Diffusion
Elle est sortie le 15 mai 2020, produite par Capitol Records.
La chanson a été diffusée sur les formats de radio pop et contemporaine pour adultes américains les 18 mai et 9 juin 2020, respectivement. 